# 金川区
金川区（きんせん-く）は中華人民共和国甘粛省金昌市に位置する市轄区。

## 行政区画
6街道、2鎮を管轄：
- 街道弁事処：浜河路街道、桂林路街道、北京路街道、金川路街道、新華路街道、広州路街道
- 鎮：寧遠堡鎮、双湾鎮

## 交通

### 航空
- 金昌金川空港（中国語版）

### 道路
- 高速道路
  - 武金高速道路
  - S17 金永高速道路